# Dorycera syriaca
Dorycera syriaca är en tvåvingeart som beskrevs av Becker 1910. Dorycera syriaca ingår i släktet Dorycera och familjen fläckflugor.
Artens utbredningsområde är Syrien. Inga underarter finns listade i Catalogue of Life.